# Slash (film, 2016)
Pour les articles homonymes, voir Slash.
Pour plus de détails, voir Fiche technique et Distribution.
Slash est un film américain de Clay Liford sorti en 2016.

## Fiche technique
- Titre original : Slash
- Titre français : Slash
- Réalisation : Clay Liford
- Scénario : Clay Liford
- Musique :  Curtis Heath, Lauren Sanders
- Direction artistique : Chelsea Turner (supervision), Scott Colquitt
- Costumes : Annell Brodeur, Nichole Hull
- Photographie : Ellie Ann Fenton
- Montage : David Fabelo, Bryan Poyser
- Production : Jason Wehling, Brock Williams
- Société de production :  Well Tailored Films
- Société de distribution : Gravitas Ventures
- Pays de production :  États-Unis
- Langue originale : anglais
- Format : couleur — 2,35:1  — son Dolby
- Genre : Comédie et fantastique
- Durée : 100 minutes (1h40)
- Dates de sortie : 
  - États-Unis : 9 décembre 2016
  - France : ?

## Distribution
- Michael Johnston : Neil
- Hannah Marks : Julia
- Jessie Ennis : Martine
- Peter Vack : Mike Holloway
- Missi Pyle : Ronnie
- Sarah Ramos : Marin
- Robert Longstreet : Blake
- Angela Kinsey : Anglaxia Supremacy IV
- John Ennis : Deron Zaxa
- Lucas Neff : le Kragon
- Tishuan Scott : Vanguard
- Michael Ian Black : Denis
- Allie DeBerry : Jessie Hunt
- Burnie Burns : Mr. Snow
- Matt Peters : M. Ford

## Production
Le tournage a débuté en juin 2015 à Austin. La première mondiale du film a eu lieu à SXSW, le 13 mars 2016.